# Threskiornis
Genre
Threskiornis est un genre qui regroupe des ibis, oiseaux de marécages de la famille des Threskiornithidae.

## Liste des espèces
D'après la classification de référence (version 14.1, 2024) de l'Union internationale des ornithologues, il y a 6 espèces (dont 1 éteinte) du genre Threskiornis (ordre philogénique) :
- Threskiornis aethiopicus (Latham, 1790) — Ibis sacré ;
- Threskiornis bernieri (Bonaparte, 1855) — Ibis malgache ;
- † Threskiornis solitarius (de Sélys-Longchamps, 1848) — Ibis de la Réunion ;
- Threskiornis melanocephalus (Latham, 1790) — Ibis à tête noire ;
- Threskiornis moluccus (Cuvier, 1829) — Ibis à cou noir ;
- Threskiornis spinicollis (Jameson, 1835) — Ibis d'Australie.

## Description
Ce sont des oiseaux de 75 cm de haut avec un plumage blanc (sauf l'ibis d'Australie) sur le corps. La tête chauve, le cou et les pattes sont noirs. Le bec est puissant et incurvé vers le bas. Les deux sexes sont semblables.

## Distribution et habitat
On les trouve dans les régions chaudes du Vieux-Monde, en Asie du Sud, en Océanie et en Afrique subsaharienne. Ils vivent très souvent dans les régions marécageuses aux eaux peu profondes.

## Alimentation
Ils se nourrissent de poissons, d'amphibiens, d'autres animaux aquatiques et d'insectes.

## Reproduction
Ils nichent en bandes dans de grands nids dans des arbres ou des buissons et pondent 2 à 4 œufs

## Tableau récapitulatif
| Espèce                                                                      | Photo                  | Portrait               | Répartition                                                                            | Population |
| Threskiornis aethiopicus (Latham, 1790) Ibis sacré                          | Ibis sacré             | Ibis sacré             | Afrique sub-saharienne, en expansion en Europe                                         | L'espèce n'est pas menacée, elle est en expansion le long de la cote atlantique en France. |
| Threskiornis bernieri (Bonaparte, 1855) Ibis malgache                       | Ibis malgache          | Ibis malgache          | Madagascar, et Seychelles                                                              | Cette espèce est considérée en danger, et ne bénéficie pas de mesure de protection à Madagascar. Sa population en 2007 était estimée à 2 000 adultes à Madagascar et 300 à 700 adultes aux Seychelles. |
| †Threskiornis solitarius (de Sélys-Longchamps, 1848) Ibis de la Réunion     |                        |                        | Endémique à la Réunion,                                                                | Disparu au début du XVIIIe siècle. L'absence d'éléments n'a permis au rattachement de cette espèce au genre Threskiornis qu'en 1997                                                                    |
| Threskiornis melanocephalus (Latham, 1790) Ibis à tête noire                | Ibis à tête noire      | Ibis à tête noire      | Asie, depuis l'Inde jusqu'au Japon.                                                    | L'espèce est considérée comme quasi-menacée. La population mondiale en 1995 était estimée à 20 000 oiseaux, mais elle est en décroissance.                                                             |
| Threskiornis moluccus (Cuvier, 1829) Ibis à cou noir Ibis blanc d'Australie | Ibis blanc d'Australie | Ibis blanc d'Australie | Endémique à l'Australie                                                                | La population de cette espèce est considérée comme stable. |
| Threskiornis spinicollis (Jameson, 1835) Ibis d'Australie                   | Ibis d'Australie       | Ibis d'Australie       | Australie, Indonésie, Nouvelle-Guinée, sur l'île Norfolk, accidentellement en Tasmanie | Environ 1 000 000 d'oiseaux. |